# Karin Moder
Karin Moder (26 listopada 1963 w Gdańsku) – polska skandynawistka i etnolog. Od 2020 dyrektor Muzeum Miasta Gdyni.

## Życiorys
Absolwentka studiów ze skandynawistyki na Uniwersytecie Gdańskim. Ukończyła także podyplomowe studia z etnologii na Uniwersytecie Mikołaja Kopernika w Toruniu. Moder związana jest z kulturą niemal od ponad 20 lat. Początkowo pracowała w Duńskim Instytucie Kultury, od 2000 pracowała w Wydziale Kultury gdańskiego samorządu, zaś w 2005 objęła stanowisko zastępcy naczelnika w Wydziale Kultury Urzędu Miasta Gdyni. W 2020 w związku z rezygnacją ówczesnego dyrektora Muzeum Miasta Gdyni dr hab. Jacka Friedricha, została powołana przez prezydenta Gdyni Wojciecha Szczurka na stanowisko p.o dyrektora tego muzeum. W marcu 2021 wygrała konkurs i tym samym objęła stanowisko dyrektora Muzeum Miasta Gdyni. W 2025 ponownie wybrana na to stanowisko na kolejne 4 lata.